# Општина Братка (Бихор)
Братка (рум. Bratca) општина је у Румунији у округу Бихор.
Општина се налази на надморској висини од 350 m.